# 亨斯特貝格山
48°06′27″N 13°27′38″E / 48.10750°N 13.46056°E
亨斯特貝格山（德語：Hengstberg），是奧地利的山峰，位於該國北部，由上奧地利州負責管轄，屬於豪斯魯克山的一部分，距離古根貝格山2.1公里，海拔高度683米，山體在1,000萬年前形成。